# Mendon (Missouri)
Mendon – miasto w Stanach Zjednoczonych, w stanie Missouri, w hrabstwie Chariton.